# ريان هنري
ريان هنري (بالإنجليزية: Ryan Henry)‏ مواليد 14 أكتوبر 1984 في نيوساوث ويلز، أستراليا، هو لاعب كرة مضرب أسترالي سابق بدأ مسيرته كمحترف سنة 2002 وكان يلعب باليد اليمنى. أعلى تصنيف له في الفردي كان المركز الـ 424 في سنة 2003. أعلى تصنيف له في الزوجي كان 271.